# Сігіштел

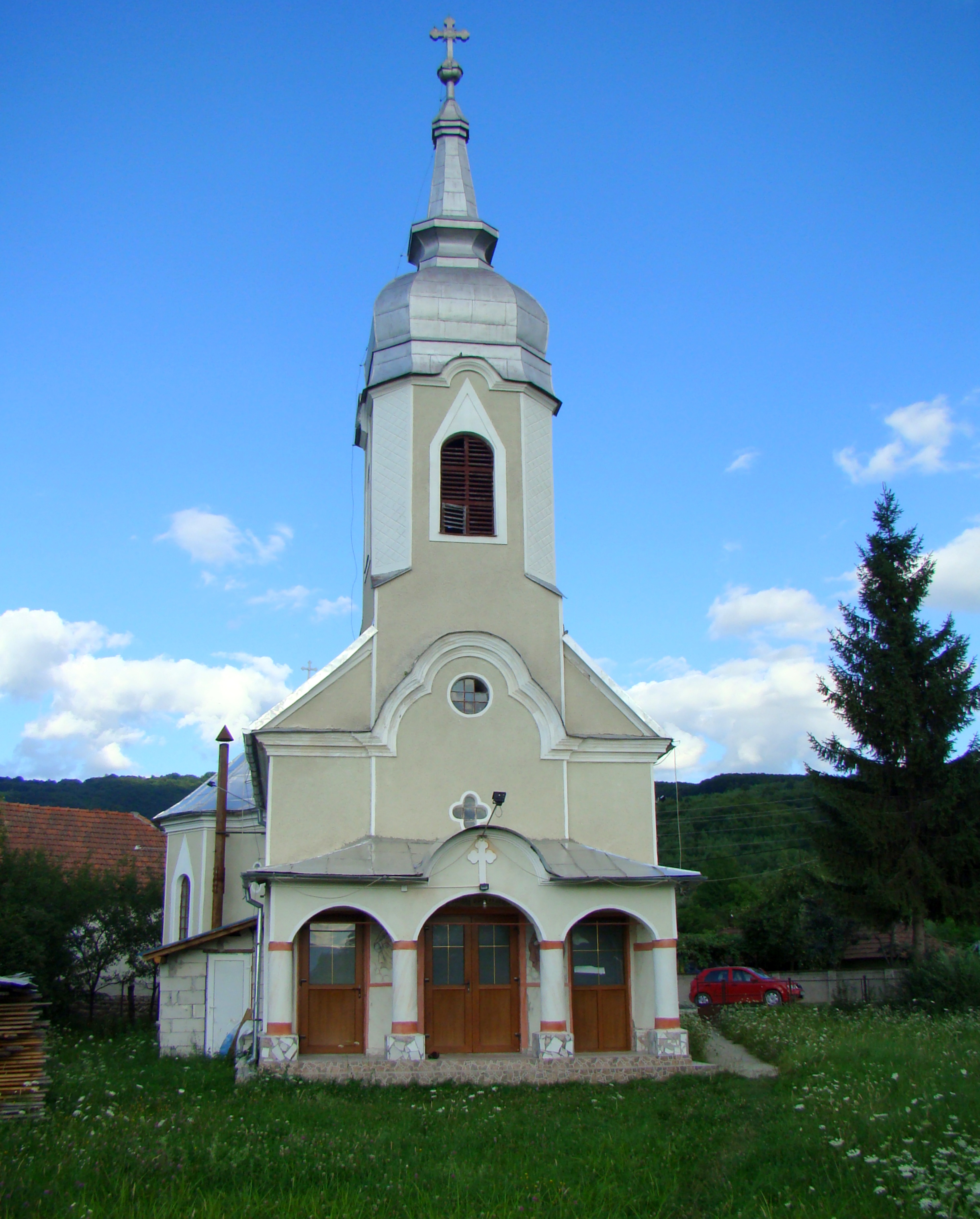

Сігіштел (рум. Sighiștel) — село у повіті Біхор в Румунії. Входить до складу комуни Кимпань.
Село розташоване на відстані 361 км на північний захід від Бухареста, 77 км на південний схід від Ораді, 85 км на захід від Клуж-Напоки, 131 км на північний схід від Тімішоари.

## Населення
За даними перепису населення 2002 року у селі проживала 361 особа, з них 360 осіб (99,7%) румунів. Усі жителі села рідною мовою назвали румунську.